# Campo de Belchite
El Campo de Belchite es una comarca aragonesa situada en la provincia de Zaragoza (España), en la ribera del Ebro. Su capital es Belchite. 

## Municipios
La comarca engloba a los municipios de Almochuel, Almonacid de la Cuba, Azuara, Belchite, Codo, Fuendetodos, Lagata, Lécera, Letux, Moneva, Moyuela, Plenas, La Puebla de Albortón, Samper del Salz y Valmadrid.

## Geografía
Limita al nordeste con la Ribera Baja del Ebro, al norte con la Comarca Central, al oeste con el Campo de Cariñena, el Campo de Daroca y el Jiloca, y al sur con las Cuencas Mineras y el Bajo Martín.

## Historia

### La comarca como institución
La ley de creación de la comarca es la 24/2002 del 12 de noviembre de 2002. Se constituyó el 27 de diciembre de 2002. Las competencias le fueron traspasadas el 1 de febrero de 2003.

## Bandera y escudo
La bandera y el escudo del Campo de Belchite fueron creados por el 1 de diciembre de 2009.

## Política
| Cargo      | Nombre                              | Ayuntamiento                     | Partido Político |  |
| ---------- | ----------------------------------- | -------------------------------- | ---------------- |  |
| Presidente | Carmelo Pérez Díez                  | Alcalde de Belchite              | PP               |  |
| Secretaria | Lorena de la Merced Giménez Ruiz    | -                                | -                |  |
| Vocal      | Alfredo López Arnal                 | Alcalde de Valmadrid             | PP               |  |
| Vocal      | Enrique Martínez Marco              | Alcalde de Almonacid de la Cuba  | PP               |  |
| Vocal      | José Antonio Sánchez Tirado         | Alcalde de Moyuela               | PSOE             |  |
| Vocal      | Juan Luis Villuendas Pina           | Concejal de Codo                 | PSOE             |  |
| Vocal      | Alberto Gómez Moliner               | Alcalde de Samper del Salz       | PP               |  |
| Vocal      | Hernando Ortín Colera               | Concejal de Belchite             | VOX              |  |
| Vocal      | José Vicente Bermejo Artigas        | Concejal de Letux                | PP               |  |
| Vocal      | David Gracia Aznar                  | Concejal de Moyuela              | PP               |  |
| Vocal      | Jesús Naval Alconchel               | Alcalde de La Puebla de Albortón | PP               |  |
| Vocal      | Francisco Javier Ángel Lázaro Gómez | Alcalde de Lagata                | PSOE             |  |
| Vocal      | María Pilar Bernad Esteban          | Concejal de Lécera               | PSOE             |  |
| Vocal      | Cristina Fleta Chapartegui          | Concejal de Azuara               | PP               |  |
| Vocal      | María Pilar Cubel Pérez             | Concejal de Belchite             | PSOE             |  |
| Vocal      | Joaquín Ignacio Alconchel Fleta     | Alcalde de Azuara                | PSOE             |  |
| Vocal      | Víctor M. de la Sierra Tabuenca     | Alcalde de Lécera                | PP               |  |
| Vocal      | José Armando Lahoz Lerín            | Concejal de Moneva               | PSOE             |  |
| Vocal      | José María Lahoz Meseguer           | Concejal de Letux                | PSOE             |  |
| Vocal      | Alba María Larrosa Lapuerta         | Concejal de Codo                 | PP               |  |

## Economía
La agricultura de secano es la principal actividad económica, basándose en el cultivo de los cereales, la vid y el olivo. Hay varios espacios naturales de importancia en la comarca de los que destaca la reserva ornitológica de la balsa de El Planerón y la Lomaza de Belchite.

## Territorio y población
| Municipio             | Extensión (km²) | % del total | Habitantes (2019) | Habitantes (2020) | Variación de la población | Densidad (hab/km²) | Altitud (metros) | Distancia a / desde Belchite (km) | Pedanías |
| --------------------- | --------------- | ----------- | ----------------- | ----------------- | ------------------------- | ------------------ | ---------------- | --------------------------------- | -------- |
| Almochuel             | 32,00           | 3,07        | 25                | 24                | Decrecimiento             | 0,75               | 275              | 22,60                             |          |
| Almonacid de la Cuba  | 55,05           | 5,28        | 243               | 230               | Decrecimiento             | 4,18               | 488              | 11,30                             |          |
| Azuara                | 165,80          | 15,89       | 540               | 529               | Decrecimiento             | 3,19               | 603              | 15,90                             |          |
| Belchite              | 273,70          | 26,23       | 1505              | 1526              | Crecimiento               | 5,58               | 440              |                                   |          |
| Codo                  | 11,20           | 1,07        | 201               | 199               | Decrecimiento             | 17,77              | 342              | 5,80                              |          |
| Fuendetodos           | 62,20           | 5,96        | 145               | 145               | Sin cambios               | 2,33               | 750              | 19,00                             |          |
| Lagata                | 23,65           | 2,27        | 111               | 109               | Decrecimiento             | 4,61               | 518              | 13,60                             |          |
| Lécera                | 109,20          | 10,46       | 633               | 631               | Decrecimiento             | 5,78               | 508              | 13,80                             |          |
| Letux                 | 30,15           | 2,89        | 364               | 342               | Decrecimiento             | 11,34              | 515              | 12,20                             |          |
| Moneva                | 61,40           | 5,88        | 97                | 114               | Crecimiento               | 1,86               | 659              | 31,00                             |          |
| Moyuela               | 42,76           | 4,10        | 280               | 265               | Decrecimiento             | 6,20               | 725              | 33,30                             |          |
| Plenas                | 37,9            | 3,63        | 106               | 98                | Decrecimiento             | 2,59               | 800              | 37,10                             |          |
| La Puebla de Albortón | 76,81           | 7,36        | 118               | 120               | Crecimiento               | 1,56               | 483              | 16,80                             |          |
| Samper del Salz       | 11,36           | 1,09        | 110               | 100               | Decrecimiento             | 8,80               | 552              | 15,60                             |          |
| Valmadrid             | 50,39           | 4,83        | 117               | 112               | Decrecimiento             | 2,22               | 536              | 29,10                             |          |
| Total                 | 1.043,57        |             | 4595              | 4544              | -1,11%                    | 4,35               |                  |                                   |          |